# Philipp Schmiedl
Philipp Schmiedl (* 23. Juli 1997 in Antau) ist ein österreichischer Fußballspieler.

## Karriere
Schmiedl begann seine Karriere beim SC Wiesen. 2008 spielte er kurzzeitig beim ASV Neufeld, ehe er zu Wiesen zurückkehrte. 2009 kam er in die Jugend des SK Rapid Wien. 2011 wechselte er in die AKA Burgenland. Nach einer Saison in der AKA Burgenland kehrte er 2012 zu Rapid zurück, wo er fortan in der Akademie des Vereins spielte.
Zur Saison 2015/16 wechselte er zum Regionalligisten Union St. Florian. Im Juli 2015 debütierte er in der Regionalliga, als er am ersten Spieltag jener Saison gegen den ATSV Stadl-Paura in der Startelf stand. Seinen ersten Treffer in der Regionalliga erzielte er im selben Mona–t bei einem 3:1-Sieg gegen den Deutschlandsberger SC. Zu Saisonende hatte 28 Regionalligaspiele zu Buche stehen, in denen er sieben Tore erzielte.
Zur Saison 2016/17 wechselte er zur SPG FC Pasching/LASK Juniors. Mit den Juniors stieg er 2018 in die 2. Liga auf.
Sein Debüt in der zweithöchsten Spielklasse gab Schmiedl im Juli 2018, als er am ersten Spieltag der Saison 2018/19 gegen die Zweitmannschaft des FC Wacker Innsbruck in der Startelf stand und in der 71. Minute durch Maxime Helal Ali ersetzt wurde.
Im August 2018 stand er gegen den Lillestrøm SK erstmals im Kader des LASK. Nach der Saison 2018/19 verließ er die Juniors OÖ. Im Juli 2019 wechselte er zum Bundesligisten SCR Altach, bei dem er einen bis Juni 2021 laufenden Vertrag erhielt. Für die Altacher kam er zu 22 Bundesligaeinsätzen. Im Oktober 2020 wechselte er nach Dänemark zu SønderjyskE Fodbold, wo er einen bis Juni 2024 laufenden Vertrag erhielt. Für SønderjyskE kam er in der Saison 2020/21 zu 18 Einsätzen in der Superliga.
Nach drei weiteren Einsätzen zu Beginn der Saison 2021/22 kehrte Schmiedl im August 2021 leihweise nach Österreich zurück und schloss sich dem FC Admira Wacker Mödling an. Während der Leihe kam er zu 21 Einsätze für die Admira in der Bundesliga, aus der er mit dem Verein zu Saisonende jedoch abstieg. Zur Saison 2022/23 kehrte er zunächst zu SønderjyskE, das in seiner Abwesenheit ebenfalls abgestiegen war. Im Juli 2022 verließ er den Verein dann aber endgültig und wechselte nach Ungarn zum Mezőkövesd-Zsóry SE.
Für Mezőkövesd-Zsóry absolvierte er zehn Partien in der Nemzeti Bajnokság. Im Jänner 2023 kehrte er nach Österreich zurück und wechselte zum Regionalligisten ASV Siegendorf. Für Siegendorf kam er zu 14 Einsätzen in der Regionalliga, aus der er mit dem Team zu Saisonende aber abstieg. Daraufhin schloss er sich zur Saison 2023/24 dem sechstklassigen ASV Pöttsching an.